# Nursing a Viper
Nursing a Viper er en amerikansk stumfilm fra 1909 af D. W. Griffith.

## Medvirkende
- Arthur V. Johnson
- Marion Leonard
- Frank Powell
- Frank Evans
- Ruth Hart